# NGC 6928
NGC 6928 (również IC 1325, PGC 64932 lub UGC 11589) – galaktyka spiralna z poprzeczką (SBab), znajdująca się w gwiazdozbiorze Delfina. Odkrył ją Albert Marth 15 sierpnia 1863 roku.
W galaktyce tej zaobserwowano supernową SN 2004eo.